# Kabinett Prodi II
Das Kabinett Prodi II war vom 17. Mai 2006 bis zum 8. Mai 2008 im Amt und führte die Regierungsgeschäfte seit dem Rücktritt des Ministerpräsidenten am 24. Januar 2008 nur noch kommissarisch.
Parlamentswahlen in Italien 2008 fanden am 13. und 14. April 2008 statt. Berlusconis Parteienbündnis gewann in beiden Kammern; Berlusconi bildete das Kabinett Berlusconi IV (8. Mai 2008 bis zum 16. November 2011).
| Amt                                                    | Minister (Partei) Vizeminister (Partei) | Staatssekretär (Partei) |
| ------------------------------------------------------ | --- | --- |
| Präsident des Ministerrats                             | Romano Prodi (PD) Massimo D’Alema (PD) Francesco Rutelli (PD) | Enrico Letta (PD) Enrico Micheli (PD) Ricardo Franco Levi (PD) Fabio Gobbo (unabhängig)                                                               |
| Ministerien                                            | | |
| Auswärtige Angelegenheiten                             | Massimo D’Alema (PD) Ugo Intini (PS-Rosa nel Pugno) Patrizia Sentinelli (Rifondazione) Franco Danieli (PD)                                                                                    | Famiano Crucianelli (SD) Donato Di Santo (PD) Gianni Vernetti (PD) Vittorio Craxi (PS-I Socialisti)                                                   |
| Inneres                                                | Giuliano Amato (PD) Marco Minniti (PD) | Graziella Lucidi (PD) Ettore Rosato (PD) Alessandro Pajno (unabhängig) Franco Bonato (Rifondazione)                                                   |
| Justiz                                                 | Clemente Mastella (Popolari-Unione Democratici per l’Europa (UDEUR), bis 17. Januar 2008) Romano Prodi (PD, 17. Januar – 7. Februar 2008) Luigi Scotti (unabhängig, seit dem 7. Februar 2008) | Luigi Manconi (PD) Alberto Maritati (PD) Daniela Melchiorre (Liberal Democratici) Luigi Scotti (unabhängig) Luigi Li Gotti (Italia dei Valori)        |
| Wirtschaft und Finanzen                                | Tommaso Padoa-Schioppa (unabhängig) Vincenzo Visco (PD) Roberto Pinza (PD) | Massimo Tononi (PD) Paolo Cento (Grüne) Mario Lettieri (PD) Alfiero Grandi (SD) Antonangelo Casula (PD) Nicola Sartor (unabhängig, seit 9. Juni 2006) |
| Wirtschaftliche Entwicklung                            | Pier Luigi Bersani (PD) Sergio D’Antonio (PD) | Mario Bubbico (PD) Paolo Giaretta (PD, bis 24. April 2007) Marco Stradiotto (PD, seit 24. April 2007) Alfonso Gianni (Rifondazione)                   |
| Verteidigung                                           | Arturo Parisi (PD) | Giovanni Lorenzo Forcieri (PD) Emidio Casula (PS-Rosa nel Pugno) Marco Verzaschi (UDEUR, bis 7. Dezember 2007)                                        |
| Bildung                                                | Giuseppe Fioroni (PD) Mariangela Bastico (PD) | Gaetano Pascarella (PD) Letizia De Torre (PD) |
| Infrastruktur                                          | Antonio Di Pietro (Italia dei Valori) Angelo Capodicasa (PD) | Luigi Meduri (PD) Tommaso Casillo (PS-Rosa nel Pugno)                                                                                                 |
| Umwelt, Landschafts- und Meeresschutz                  | Alfonso Pecoraro Scanio (Grüne) | Gianni Piatti (PD) Bruno Dettori (PD) Laura Marchetti (Rifondazione)                                                                                  |
| Gesundheit                                             | Livia Turco (PD) | Serafino Zucchelli (PD) Antonio Gaglione (PD) Gian Paolo Patta (PdCI)                                                                                 |
| Landwirtschafts- und Waldpolitik                       | Paolo De Castro (PD) | Guido Tampieri (PD) Stefano Boco (Grüne) Giovanni Mongiello (DCU)                                                                                     |
| Arbeit und soziale Vorsorge                            | Cesare Damiano (PD) | Antonio Montagnino (PD) Rosa Rinaldi (Rifondazione)                                                                                                   |
| Kultur                                                 | Francesco Rutelli (PD) | Elena Montecchi (PD) Andrea Marcucci (PD) Danielle Mazzonis (Rifondazione)                                                                            |
| Kommunikation                                          | Paolo Gentiloni (PD) | Luigi Vimercati (PD) Giorgio Calò (Italia dei Valori)                                                                                                 |
| Unterricht, Universitäten und Forschung                | Fabio Mussi (SD) | Luciano Modica (PD) Nando Dalla Chiesa (PD) |
| Soziale Solidarität                                    | Paolo Ferrero (Rifondazione) | Franca Donaggio (PD) Cristina De Luca (PD) |
| Verkehr                                                | Alessandro Bianchi (unabhängig, auf Vorschlag des PdCI) Cesare De Piccoli (PD) | Andrea Annunziata (PD) Raffaele Gentile (PS, seit 9. Juni 2006)                                                                                       |
| Internationaler Handel und Europapolitik               | Emma Bonino (Rosa nel Pugno-Radicali) | Mauro Agostini (PD) Miloš Budin (PD) |
| Minister ohne Geschäftsbereich                         | | |
| Reformen und Beziehungen mit dem Parlament             | Vannino Chiti (PD) | Giampaolo D’Andrea (PD) Paolo Naccarato(PD) |
| Reformen und Innovation in der öffentlichen Verwaltung | Luigi Nicolais (PD) | Beatrice Magnolfi (PD) Giampiero Scanu (PD) |
| Regionale Angelegenheiten und lokale Selbständigkeit   | Linda Lanzillotta (PD) | Pietro Colonnella (PD) |
| Umsetzung des Regierungsprogramms                      | Giulio Santagata (PD) | - |
| Bürgerrechte und Gleichberechtigung                    | Barbara Pollastrini (PD) | Donatella Linguiti (Rifondazione) |
| Jugend und Sport                                       | Giovanna Melandri (PD) | Giovanni Lolli (PD) Elidio De Paoli (Lombardische Allianz)                                                                                            |
| Familie                                                | Rosy Bindi (PD) | Chiara Acciarini (SD) |